# U.S. Highway 27
Der U.S. Highway 27 (auch U.S. Route 27 oder US 27) ist ein Highway, der auf 2.154 km Länge von Miami in Florida bis Fort Wayne in Indiana verläuft. Die wichtigsten Städte, die der Highway passiert, sind Tallahassee, Columbus, Chattanooga, Lexington und Cincinnati.

## Verlauf

### Florida
Von Miami bis zur Grenze zu Georgia, nördlich von Havana, verläuft der Highway auf 799 km Länge.
Auf folgenden Abschnitten besteht Deckungsgleichheit mit State Roads:
- Miami – Leesburg: SR 25
- Leesburg – Williston: SR 500
- Williston – High Springs: SR 45
- High Springs – Tallahassee: SR 20
- innerhalb von Tallahassee: SR 61
- Tallahassee – Staatsgrenze Georgia: SR 63

### Georgia
Von der Grenze zu Florida südöstlich von Attapulgus bis Rossville an der Grenze zu Tennessee verläuft der Highway auf 573 km Länge.
In Georgia ist der Highway deckungsgleich mit der Georgia State Route 1.

### Tennessee
Von Chattanooga an der Grenze zu Georgia bis zur Grenze zu Kentucky, nördlich von Winfield, verläuft der Highway auf 220 km Länge.
Auf folgenden Abschnitten besteht Deckungsgleichheit mit State Routes:
- innerhalb von Chattanooga: SR 27
- Chattanooga – Rockwood: SR 29
- Rockwood – Harriman: SR 61
- Wartburg – östl. von Lancing: SR 62

### Kentucky
Von der Grenze zu Tennessee südlich von Pine Knot bis Newport an der Grenze zu Ohio verläuft der Highway auf 307 km Länge.
Auf folgenden Abschnitten besteht Deckungsgleichheit mit State Routes:
- Pine Knot – Stearns: SR 92
- Parkers Lake – Burnside: SR 90

### Ohio
Von Cincinnati an der Grenze zu Kentucky bis College Corner an der Grenze zu Indiana verläuft der Highway auf 65 km Länge.

### Indiana
Von West College Corner an der Grenze zu Ohio bis Fort Wayne verläuft der Highway auf 190 km Länge.